# Walter Duranty
Walter Duranty (ur. 25 maja 1884 w Liverpoolu, zm. 3 października 1957 w Orlando) – brytyjsko-amerykański kontrowersyjny dziennikarz, korespondent „New York Timesa” w Moskwie w latach 1922–1936.

## Kariera
W 1932 otrzymał Nagrodę Pulitzera za serię reportaży o ZSRR, wychwalających postępy komunizmu. Był wysoko cenionym dziennikarzem, dopóki na jego opinii nie zaważyły nierzetelne opisy spowodowanego kolektywizacją rolnictwa powszechnego głodu w ZSRR, a w szczególności wielkiego głodu na Ukrainie z lat 1932–1933. Już w owym czasie podważano jego obiektywizm i podawano w wątpliwość szczerość motywacji, nawoływano do odebrania mu Nagrody Pulitzera, którą otrzymał za relacje negujące panujący w całym kraju głód. Dziś jego raporty są uważane za niemiarodajnie bezkrytyczne wobec sowieckiego reżimu i będące elementem stalinowskiej propagandy.
Duranty robił wszystko, co w jego mocy, by podważyć rzetelne relacje walijskiego dziennikarza Garetha Jonesa, który na własny koszt przybył do Moskwy, gdzie – lekceważąc zakaz podróży – wsiadł 7 marca 1933 do pociągu do Charkowa, po czym wysiadł na przypadkowej stacyjce i z plecakiem pełnym żywności rozpoczął pieszą wędrówkę po głodujących wsiach Ukrainy. Swoje budzące przerażenie obserwacje Jones opublikował następnie w prasie zachodniej jako jeden z nielicznych obcokrajowców-naocznych świadków tragedii na Ukrainie.